# Reese Witherspoon
Laura Jeanne Reese Witherspoon (n. 22 martie 1976, parohia Orleans⁠(d), Louisiana, SUA), cunoscută profesional ca Reese Witherspoon, este o actriță americană de film, laureată în 2006 a Premiului Oscar. În anul 2004 a jucat în filmul Vanity Fair, o ecranizare a romanului Bâlciul deșertăciunilor scris de William Makepeace Thackeray.
Witherspoon deține o companie de producție numită Hello Sunshine, o companie de îmbrăcăminte denumită Draper James și este constant implicată în organizațiile de susținere a femeilor și copiilor. Ea colaborează cu organizația Children's Defense Fund (CDF) si a primit titlul de Ambasador Global al Avon Products în 2007, în calitate de președinte de onoare a fundației de caritate Avon Foundation. A primit o stea pe faimosul Walk of Fame din Hollywood în 2010.

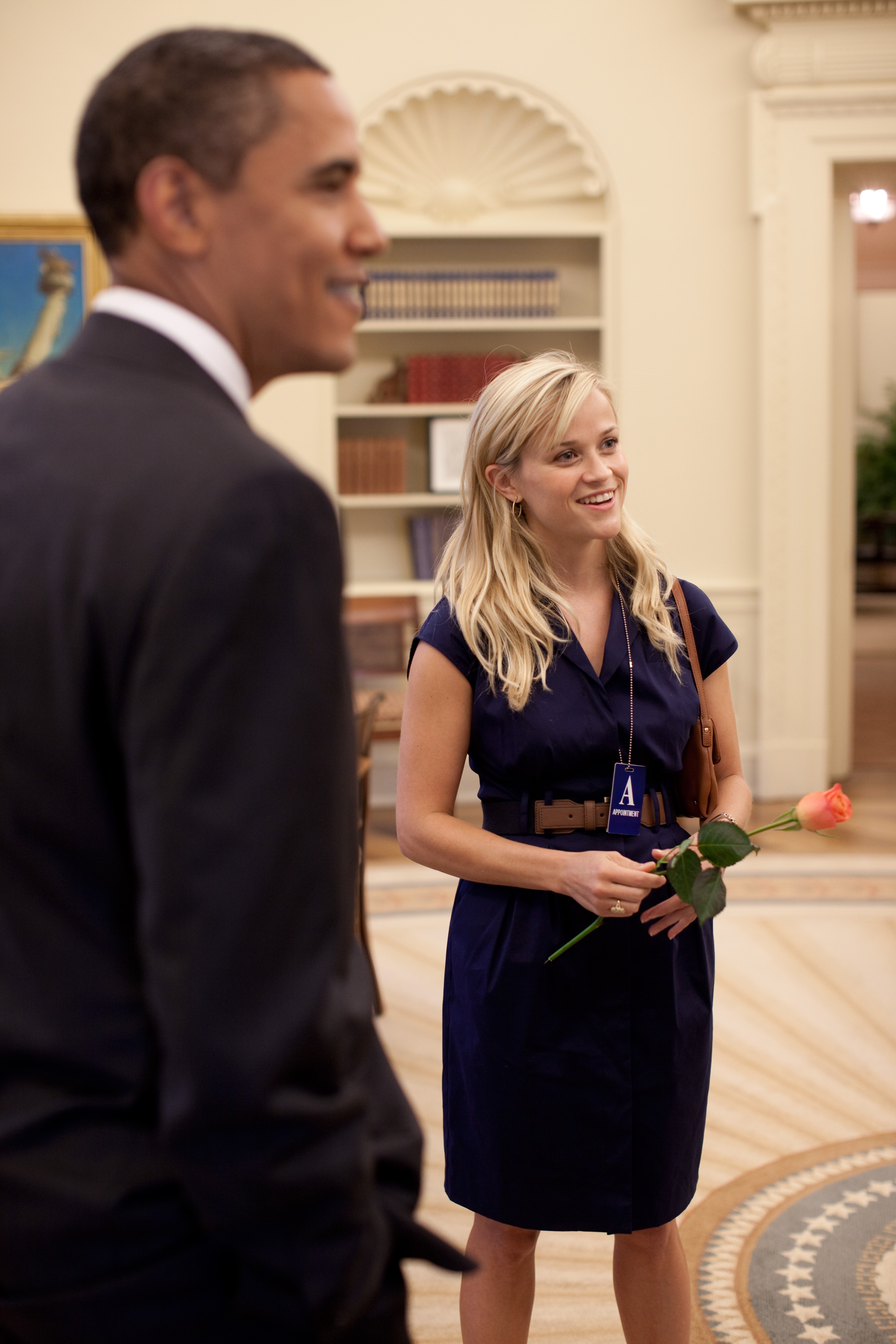
Reese Witherspoon în 2009 alături de Barack Obama

## Filmografie

### Film
| An   | Titlu                                 | Rol                         | Note                         |
| ---- | ------------------------------------- | --------------------------- | ---------------------------- |
| 1991 | The Man in the Moon                   | Dani Trant                  |                              |
| 1991 | Wildflower                            | Ellie Perkins               |                              |
| 1992 | Desperate Choices: To Save My Child   | Cassie                      |                              |
| 1993 | În deșert nu ești niciodată singur!   | Nonnie Parker               |                              |
| 1993 | Jack the Bear                         | Karen Morris                |                              |
| 1994 | S.F.W.                                | Wendy Pfister               |                              |
| 1996 | Freeway                               | Vanessa Lutz                |                              |
| 1996 | Fear                                  | Nicole Walker               |                              |
| 1998 | Twilight                              | Mel Ames                    |                              |
| 1998 | Overnight Delivery                    | Ivy Miller                  |                              |
| 1998 | Pleasantville                         | Jennifer/Mary Sue           |                              |
| 1999 | Cruel Intentions                      | Annette Hargrove            |                              |
| 1999 | Election                              | Tracy Flick                 |                              |
| 1999 | Best Laid Plans                       | Lissa                       |                              |
| 2000 | Little Nicky                          | Holly                       | Cameo                        |
| 2000 | American Psycho                       | Evelyn Williams             |                              |
| 2001 | The Trumpet of the Swan               | Serena                      | Voice                        |
| 2001 | Legally Blonde                        | Elle Woods                  |                              |
| 2002 | The Importance of Being Earnest       | Cecily Cardew               |                              |
| 2002 | Sweet Home Alabama                    | Melanie Carmichael          |                              |
| 2003 | Legally Blonde 2: Red, White & Blonde | Elle Woods                  | Also executive producer      |
| 2004 | Vanity Fair                           | Becky Sharp                 |                              |
| 2005 | Walk the Line                         | June Carter Cash            |                              |
| 2005 | Just Like Heaven                      | Elizabeth Masterson         |                              |
| 2006 | Penelope                              | Annie                       | Also producer                |
| 2007 | Rendition                             | Isabella Fields El-Ibrahimi |                              |
| 2008 | Four Christmases                      | Kate                        |                              |
| 2009 | Monsters vs. Aliens                   | Susan Murphy / Ginormica    | Voice Also in the video game |
| 2010 | How Do You Know                       | Lisa                        |                              |
| 2011 | Water for Elephants                   | Marlena Rosenbluth          |                              |
| 2012 | This Means War                        | Lauren Scott                |                              |
| 2012 | Mud                                   | Juniper                     |                              |
| 2013 | Devil's Knot                          | Pamela Hobbs                |                              |
| 2014 | The Good Lie                          | Carrie Davis                |                              |
| 2014 | Inherent Vice                         | Penny Kimball               | Post-production              |
| 2014 | Wild                                  | Cheryl Strayed              | Post-producție               |
| 2015 | Don't Mess with Texas                 |                             | Filmare                      |
| 2018 | A Wrinkle in Time (film)              | Mrs. Whatsit                |                              |

### Televiziune
| An   | Titlu                                                 | Rol                      | Note                                          |
| ---- | ----------------------------------------------------- | ------------------------ | --------------------------------------------- |
| 1993 | Return to Lonesome Dove                               | Ferris Dunnigan          | Miniseries                                    |
| 2000 | King of the Hill                                      | Debbie                   | Voice 2 episodes                              |
| 2000 | Friends                                               | Jill Green               | 2 episodes                                    |
| 2001 | Saturday Night Live                                   | Host / Various           | Episode: "Reese Witherspoon/Alicia Keys"      |
| 2002 | The Simpsons                                          | Greta Wolfcastle         | Voice Episode: "The Bart Wants What It Wants" |
| 2003 | Freedom: A History of Us                              | Various roles            | 3 episodes Documentary                        |
| 2009 | Monsters vs. Aliens: Mutant Pumpkins from Outer Space | Susan Murphy / Ginormica | Voice Short                                   |

## Discografie
- 2005: Walk the Line – solo on "Wildwood Flower" and "Juke Box Blues", duet with Joaquin Phoenix on "It Ain't Me Babe" and "Jackson"
- 2013: To Be Loved – "Somethin' Stupid" with Michael Bublé